# جامع المقام

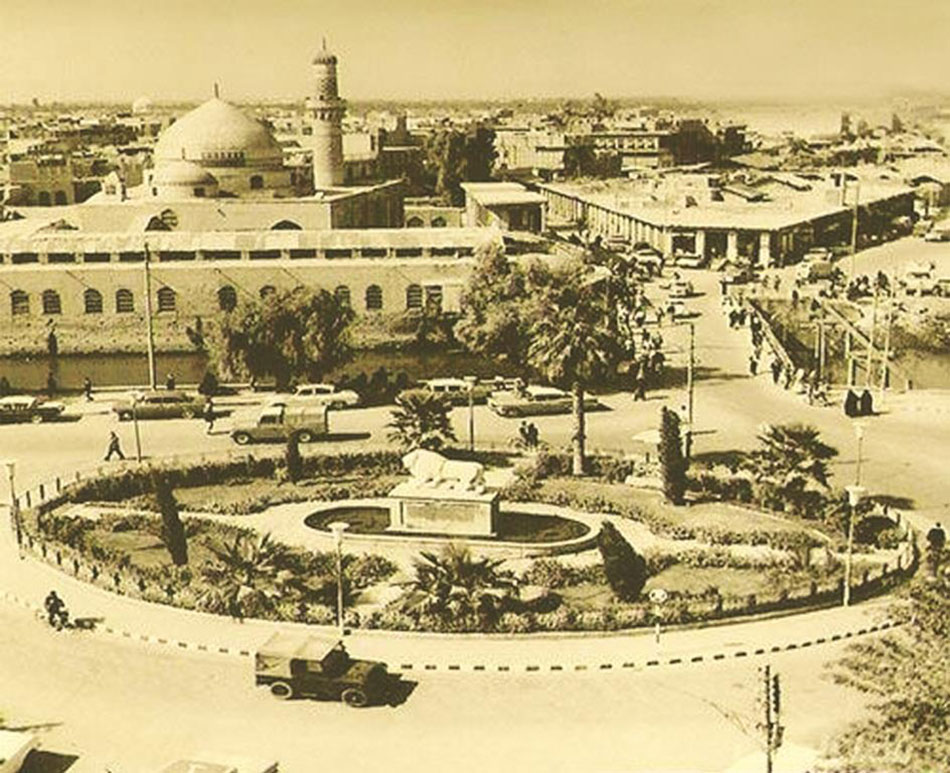
جامع المقام وسط مدينة العشار في عقد الستينيات

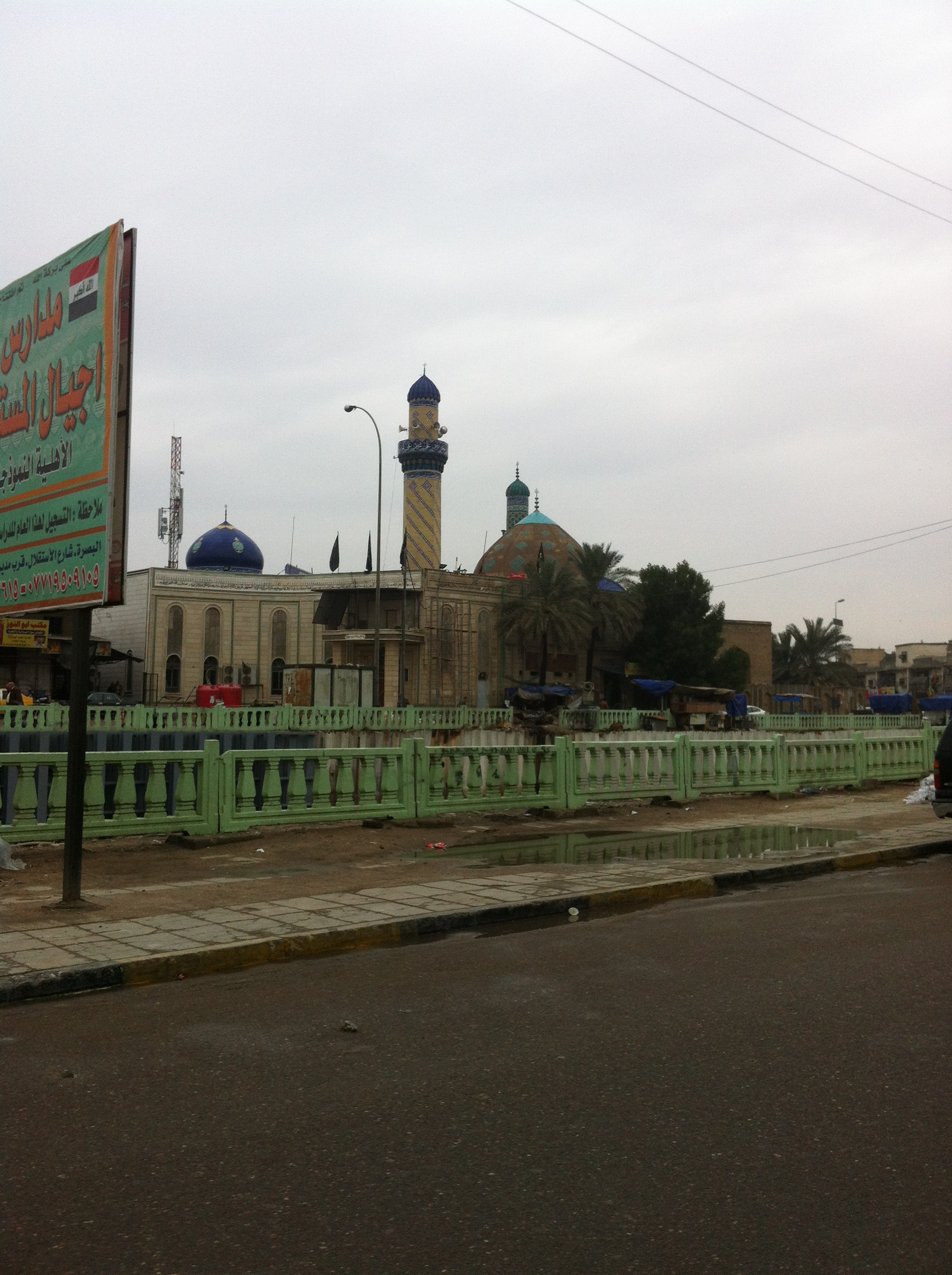
جامع المقام حيث يظهر من الجهة المقابلة المطلة على نهر العشار

مقام الإمام الرضا الشيعي وهو البناء المجاور لجامع المقام السني

يقع جامع المقام في منطقة العشار في البصرة، وهو من مساجد العراق التاريخية التي يرتبط تاريخ إنشائها وأسمها بحكم الدولة العثمانية في العراق.

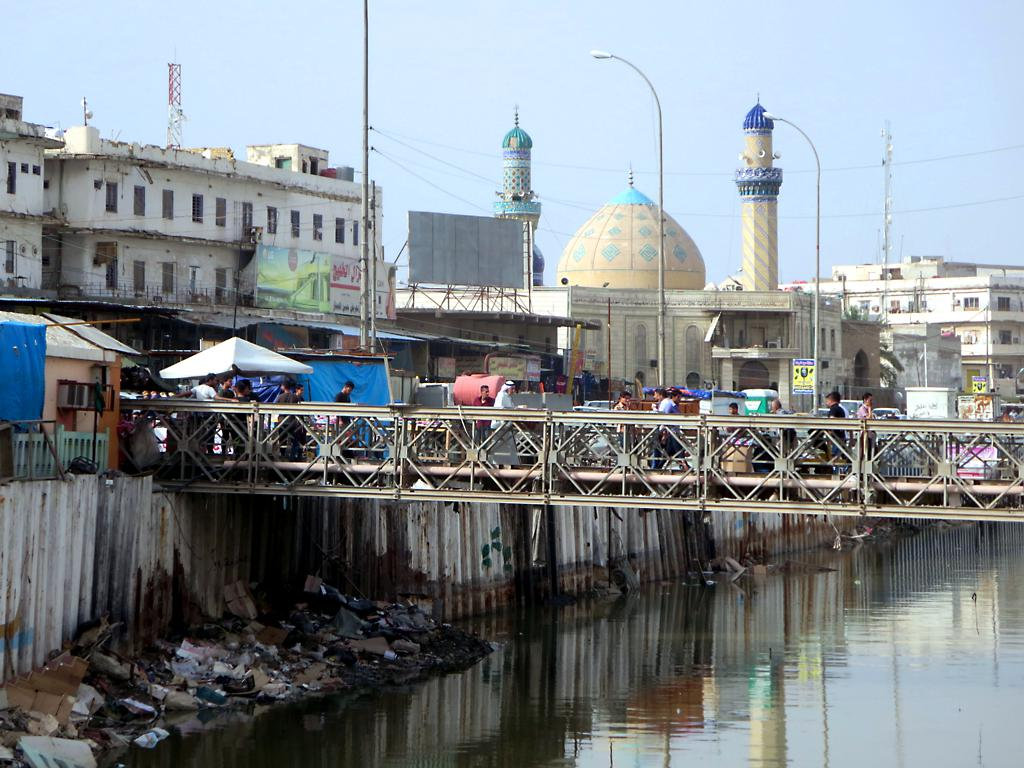
جامع المقام في البصرة

شيد وبني الجامع في عهد الدولة العثمانية عام 1167 هـ/1754م، وأول من أسسهُ وبناه الحاج محمد الششتري وعلى نفقة السلطان العثماني عبد الحميد، ويمتاز الجامع بضخامة بنائه وبجمالية هندسة بنائه ونقوشه وزخرفته الداخلية ولقد بني من الطابوق والآجر، وعلى شكل مخروطي ومقوس، ويتسع الحرم الداخلي إلى ما يقارب 500 مصل، ويمتاز الجامع بقبته المتينة حيث اكتشفت بعد الصيانة والتعمير للمسجد في عام 1420 هـ/2000م، بوجود قبة أخرى تحت القبة الخارجية.
ولا زال الجامع يحتفظ بأبوابه الأثرية التاريخية ومفاتيحه الحديدية القديمة، وتحتوي خزانته على مصحف نادر يعود تاريخه إلى زمن الخليفة الراشد الثالث عثمان بن عفان.
وسبب تسمية الجامع بالمقام يعود إلى مبنى دار المقام العالي قبل تأسيسه عام 1167 هـ/1754م، ودار المقام العالي هي دائرة كمرك تابعة للدولة العثمانية تشرف على كمرك البضائع القادمة من خارج العراق إلى ميناء البصرة بواسطة السفن عبر الخليج العربي مرورا بميناء شط العرب، وترسو السفن في منطقة الداكير حالياً مما جعل سلطات الدولة العثمانية تتخذ من هذا الموقع مقراً لهذه الدائرة المهمة، لأن المكان أصبح كالميناء ويدر أموالاً، وبعد تشييد مبنى دائرة المقام العالي وأصبح ما حولها منطقة تجارية وصناعية كبيرة، فشجع العاملون في هذا المكان إلى البناء قربها لتتحول إلى محلة سكنية، وسميت بمحلة المقام نسبة إلى مبنى دائرة المقام، وبعد أن تطورت المدينة وكثر السكان شيد جامع المقام الذي اشتق إسمه من اسم المدينة واسم الدائرة.
وتبلغ مساحة الحرم 450 متراً مربعاً حيث يبلغ عرض الحرم 30 متراً، وطوله 15 متراً، وفي وسطه محراب وعن يمينه منبر وكلاهما مغلف بالطابوق والكاشي المزجج الكربلائي، ويحوي مصلى الحرم على ثلاث قبب إحداها كبيرة تتوسط حرم الجامع، وبناؤها من الداخل من الطابوق الفرشي غير المغلف بمساحة ثمانية أمتار مربعة ولها ثمانية نوافذ، وعلى جانبيها قبتان مساحة كل منهما أربعة أمتار مربعة، ولهُ محفل للقراء من الطراز العثماني صنع مع السلم المؤدي إليه من الخشب الصاج، وقبالة الحرم ساحة وله منارة مئذنة تعلو الجامع بارتفاع 25 متراً، ولمدخل الجامع وغرف الإمام والخطيب والمؤذن ثلاثة أبواب خشبية ما زالت محتفظة بطابعها التراثي القديم.
ولقد طرأت على الجامع عدة تغييرات بعد الترميمات ابتداء من عام 1922م، وعلى نفقة وزارة الأوقاف حيث تم كتابة المخطوطات عليه، كما أِعيد ترميم الجدران وبناء جدار خارجي لساحة الجامع، حيث كان الجامع يطل مباشرة على نهر العشار المرتبط بشط العرب، كما قامت الحكومة العراقية عام 1401 هـ/1981م، بإعادة ترميم الجامع.
ومن أبرز خطباء المسجد في عقدي الثلاثينيات والأربعينيات من القرن الماضي الشيخ شهاب الدين القيسي والشيخ أحمد شهاب، ثم جاء من بعدهِ الشيخ عبد المعطي سعد عمر الخويطر، وكان يشغل العديد من المناصب منها امام وخطيب وواعظ جامع المقام ومدير إعدادية الحسن البصري للدراسات الإسلامية ورئيس المجالس العلمية في المنطقة الجنوبية، وقد تولى رعاية المسجد لمدة 66 عاما، ثم تولى رعاية المسجد ابنه الشيخ عبد السميع الخويطر.

## جامع مقام الرضا وجامع المقام
وبعد التطور العمراني لمدينة البصرة وخاصة مركز المدينة العشار امتلأت المدينة بالأسواق التجارية والصناعات اليدوية والشعبية التي أحاطت الجامع بأسواق من جميع الجهات وأشهرها سوق الحبال وسوق المغايز، كما إن جامع المقام التابع لديوان الوقف السني، هو ملاصق إلى جامع آخر للوقف الشيعي، وجدد بناؤه وسمي جامع (مقام الرضا) وعليهِ منارة مئذنة حديثة بنفس الأرتفاع مع قبة كبيرة وأخرى صغيرة، ولهُ باب تطل على الشارع العام كما موضح في الصورة، وعلى مسافة لا تتجاوز 50 متراً بينهما يوجد مبنى معبد لليهود، يستخدم الآن كمخزن للبضائع التجارية.

## اختلاف حول سبب التسمية
وذكر موقع مركز تراث البصرة إن جامع المقام في محلّة المقام من منطقة العشّار، قد اختلفت الآراء في سبب تسميتهِ لاختلافها في نسبة المقام، وقد ذكر ((إن السيد محمّد صادق الحكيم، (وهو أحد متولّي المقام) قال في لقاء توثيقي: أنّ المقام يعود إلى عام (193هـ)، عند مقدم الإمام علي بن موسى الرضا من المدينة إلى البصرة)). إذ يعتقد البعض أن تسمية جامع المقام جاءت من خطوة الإمام علي إلى هذا المكان لذا يطلقون عليه جامع مقام حضرة الإمام علي، إلا أن هذه التسمية بعيدة عن الواقع وغير صحيحة ولا يوجد مصدر لإثباتها ويؤكدها، لأن الإمام علي توجه إلى المسجد الجامع عن طريق قضاء الزبير (الذي كان يسمى بوادي السباع ووادي الكمأ) وليس كما قيل.
والجامع تقام فيهِ الآن صلاة الجمعة والصلوات الخمسة.